# Receptor canabinoide

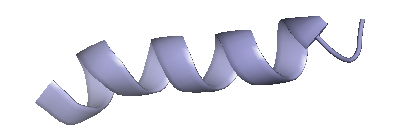
Receptor CB1 exemplo.

Os receptores canabinoides são receptores localizados em todo o corpo e fazem parte do sistema endocanabinoide. Esses são uma classe de receptores acoplados à proteína G e são ativados por substâncias conhecidas como canabinoides, que podem ser endógenas (endocanabinoides), derivadas da Cannabis ou de agonistas sintéticos. E são divididos em dois subtipos principais, o CB1 e CB2.
Os dois principais receptores canabinoides, CB1 e CB2, são bem caracterizados em mamíferos e pertencem à superfamilia de receptores acoplados à proteína G (GPCR) de classe A. Estes receptores são proteínas integrais de membrana, com uma região extracelular N-terminal (amino-terminal), sete domínios transmembrana, e uma região C-terminal (carboxi-terminal) voltada para o citoplasma.³ Os receptores CB1 e CB2 humanos compartilham 44% de identidade nas sequências de aminoácidos, chegando a 68% de similaridade nos resíduos transmembrana, que são críticos para a ligação do ligante. Ambos os receptores sinalizam predominantemente através de proteínas G heterotriméricas, modulando diversas cascatas de sinalização intracelular, cujos efeitos variam amplamente conforme o contexto celular e a natureza do ligante.
O CB1 se encontra predominantemente no sistema nervoso central, assim como nos pulmões, no fígado e nos rins. Já o receptor CB2 é expresso principalmente no sistema imunológico e em células hematopoiéticas; porém, novas pesquisas também encontraram esses receptores em partes do cérebro. 

## Descoberta
Originalmente, acreditava-se que os canabinoides, já que eram altamente lipossolúveis, atuariam de forma similar aos anestésicos gerais. Porém, em 1988, a existência dos receptores canabinoides, mais especificamente do receptor canabinoide tipo 1 ou CB1 no cérebro foi descoberta em estudos in vitro, demonstrando uma ligação saturável de alta afinidade de um canabinoide em membranas de cérebro de rato.  Essas descobertas auxiliaram os pesquisadores a identificarem um segundo receptor canabinoide no corpo em 1993, denominado receptor canabinoide tipo 2 ou CB2. 
Além da descoberta dos receptores, em 1992, identificou-se um agonista parcial endógeno desses receptores, a anandamida (de 'ananda', sânscrito para ' felicidade '), também denominada araquidoniletanolamina. A anandamida é derivada do ácido araquidônico e participa de processos de controle de movimento, memória, emoções, regulações do sono, temperatura corporal, modulação da dor, da resposta imune, entre outros. 

## CB1
Os receptores canabinoides do tipo 1 (CB1) são receptores localizados principalmente no cérebro, de forma que não estão homogeneamente distribuídos, concentrando-se no hipocampo, hipotálamo, em áreas de associação do córtex cerebral, nas vias dopaminérgicas e na substância negra. O CB1 é um dos receptores mais abundantes no cérebro dos mamíferos, tanto durante o desenvolvimento embrionário quanto nos estágios adultos, embora também esteja presente em níveis elevados em todo o corpo. Além disso, eles também são expressos em tecidos periféricos, como células endoteliais, nervos periféricos e adipócitos. Em um nível celular, os receptores CB1 se localizam em células pré-sinápticas. Algumas células e tecidos não neuronais também expressam receptores CB1, incluindo leucócitos e testículo. 
Os receptores CB1 são receptores acoplados a proteína Gi/o; e esses, quando ativados, realizam uma inibição da adenilato ciclase e de canais de cálcio dependentes de voltagem, além da ativação de canais de potássio retificadores de entrada sensíveis à proteína G, causando hiperpolarização da membrana; esses fatores irão contribuir para a inibição da liberação de neurotransmissores nas terminações pré-sinápticas. Além disso, o CB1 também pode influenciar na alteração da expressão gênica, diretamente por meio da ativação da proteinoquinase ativada por mitógenos ou indiretamente pela redução da atividade da protéina quinase A, causada pela redução da atividade da adenilato ciclase.
Como é caracterizado por um receptor acoplado a proteína G, o receptor CB1 possui sete domínios transmembrana conectados por três alças extracelulares e três intracelulares, uma cauda N-terminal extracelular e uma cauda C-terminal intracelular.  Além disso, esse receptor é codificado pelo gene CNR1 e possui aproximadamente 473 aminoácidos. 

## CB2
Os receptores canabinoides do tipo 2 (CB2) foram inicialmente considerados "receptores canabinoides periféricos" devido à sua expressiva presença no sistema imunológico e à crença de que estariam ausentes no sistema nervoso central (SNC). No entanto, estudos subsequentes identificaram receptores CB2 no cérebro, especialmente em células microgliais ativadas e em progenitores neurais tanto embrionários quanto adultos. Além disso, diversos outros órgãos periféricos também expressam receptores CB2, como músculos, ossos, pele, olhos, fígado, pâncreas, rins, sistema cardiovascular, pulmões, sistema gastrointestinal, tecido adiposo e sistema reprodutivo, o que sugere importantes implicações fisiopatológicas.
Os receptores canabinoides do tipo 2 (CB2) estão localizados no baço, nas tonsilas, na medula óssea e em leucócitos do sangue, e também estão presentes nos terminais nervosos periféricos, onde desempenham um papel na anticoncepção, ou alívio da dor.  Contudo, receptores CB2 também foram identificados em áreas específicas do SNC, como na microglia.  Esse receptor é codificado pelo gene CNR2 e possui uma menor quantidade de aminoácidos que o receptor CB1 (aproximadamente 360 aminoácidos). 
Os receptores CB2 se diferem dos receptores CB1 no que diz respeito à responsividade dos mesmos aos ligantes canabinoides; estes estão vinculados via Gi/o à adenilato ciclase, às proteinoquinases e aos canais GIRK, mas não aos canais de cálcio dependentes de voltagem, como os receptores CB1.  

## Sinalização
Os canabinoides, mais especificamente os endocanabinoides, são sintetizados sob demanda no organismo nos terminais pós-sinápticos; onde serão  liberados após sua ativação por um processo denominado neurotransmissão retrógrada.
Nesse processo, os receptores de membrana sinalizam os canais de cálcio, que faz com que os canabinoides se liguem aos receptores gerando uma cascata de reações, como a inibição da adenilato ciclase, diminuição dos níveis de AMP cíclico e abertura de canais de potássio, o que irá diminuir a transmissão de sinais que irão gerar uma inibição da liberação de neurotransmissores, como o GABA e o glutamato. 

## Outros receptores
Há muito se suspeita que existam outros receptores canabinoides além de CB1 e CB2. Atualmente, sabe-se que certos receptores órfãos também se ligam aos endocanabinoides, incluindo GPR18, GPR55 (um regulador da função neuroimune) e GPR119. Além disso, pesquisas recentes demonstram que o receptor CB1 forma um heterodímero funcional nos neurônios da orexina com OX1, o receptor CB1 – OX1, que medeia o comportamento alimentar e certos processos físicos, como respostas anti-hipertensivas induzidos por canabinoides. 
Além dos receptores mencionados, diversos outros receptores e canais iônicos também são modulados por endocanabinoides e fitocanabinoides. Entre os receptores acoplados à proteína G, destacam-se GPR55, GPR18 e GPR119, bem como receptores opioides, serotoninérgicos e colinérgicos muscarínicos. Canais iônicos como TRPV1 (receptor vaniloide) e TRPM8, além de vários canais de receptor de potencial transitório, também são influenciados por canabinoides. Receptores nucleares, como PPARα, PPARβ e PPARγ, igualmente participam da resposta aos canabinoides.
1. ↑  D.N.G. Tratado de Farmacologia Clínica. Grupo GEN, 2021.
2. 1 2 3 4  RITTER,, James M.;  et al. (2020). Rang & Dale Farmacologia. [S.l.]: Grupo GEN. OCLC 230870920
3. ↑  Galve-Roperh, Ismael; de Salas-Quiroga, Adán; Simón Sánchez, Samuel; Guzmán, Manuel (2022). «Prenatal THC exposure interferes with the neurodevelopmental role of endocannabinoid signaling». Elsevier: 259–282. ISBN 978-0-12-823490-7. Consultado em 27 de janeiro de 2025
4. ↑  Jordan, Chloe J.; Xi, Zheng-Xiong (março de 2019). «Progress in brain cannabinoid CB2 receptor research: From genes to behavior». Neuroscience & Biobehavioral Reviews: 208–220. ISSN 0149-7634. doi:10.1016/j.neubiorev.2018.12.026
5. 1 2 3  Pertwee, Roger G. «Cannabinoid pharmacology: the first 66 years». British Journal of Pharmacology (Review): 147 (Suppl 1): S163–71.
6. ↑  Sánchez, Luis Carlos García; Melo, Julie Gesselle Benavides; Mayorga, Fabio (15 de junho de 2013). «Estudio teórico de endocanabinoides análogos a anandamida». Revista Científica (em espanhol) (1): 94–103. ISSN 2344-8350. doi:10.14483/23448350.4568
7. ↑  Justinova, Z.;  et al. (8 de junho de 2005). «The Endogenous Cannabinoid Anandamide and Its Synthetic Analog R(+)-Methanandamide Are Intravenously Self-Administered by Squirrel Monkeys». Journal of Neuroscience (em inglês) (23): 5645–5650
8. ↑  Galve-Roperh, Ismael; Chiurchiù, Valerio; Díaz-Alonso, Javier; Bari, Monica; Guzmán, Manuel; Maccarrone, Mauro (outubro de 2013). «Cannabinoid receptor signaling in progenitor/stem cell proliferation and differentiation». Progress in Lipid Research (4): 633–650. ISSN 0163-7827. doi:10.1016/j.plipres.2013.05.004. Consultado em 27 de janeiro de 2025
9. 1 2  DiPatrizio, N.V., Piomele, D., 2012. The thrifty lipids: endocannabinoids and the neural control of energy conservation. Trends Neurosci. 35, 403–411.
10. ↑  Shao Z, Yin J, Chapman K, Grzemska M, Clark L, Wang J, Rosenbaum DM (2016). "High-resolution crystal structure of the human CB1 cannabinoid receptor". Nature. 540 (7634): 602–606.
11. 1 2  Cabral GA, Griffin-Thomas L (January 2009). "Emerging role of the cannabinoid receptor CB2 in immune regulation: therapeutic prospects for neuroinflammation". Expert Reviews in Molecular Medicine. 11: e3.
12. ↑  Abood M, Barth F, Bonner TI, Cabral G, Casellas P, Cravatt BF, Devane WA, Elphick MR, Felder CC, Herkenham M, Howlett AC, Kunos G, Mackie K, Mechoulam R, Pertwee RG (22 August 2018). "CB1 Receptor". IUPHAR/BPS Guide to Pharmacology. International Union of Basic and Clinical Pharmacology. Retrieved 9 November 2018.
13. ↑  Mechoulam, Raphael; Parker, Linda A. (3 de janeiro de 2013). «The Endocannabinoid System and the Brain». Annual Review of Psychology (1): 21–47. ISSN 0066-4308. doi:10.1146/annurev-psych-113011-143739. Consultado em 27 de janeiro de 2025
14. ↑  Sagar DR, Gaw  AG, Okine  BN,  Woodhams SG, Wong  A,Kendall DA et al. Dynamic regulation of the endocannabinoidsystem: implications for analgesia. Mol Pain. 2009; 5: 59
15. ↑  Basu S, Ray A, Dittel BN (December 2011). "Cannabinoid receptor 2 is critical for the homing and retention of marginal zone B lineage cells and for efficient T-independent immune responses". Journal of Immunology. 187 (11): 5720–32.
16. ↑  Corrêa, Diego;  et al. (Outubro 2019). «USO DE CANABINÓIDES PARA O MANEJO DA DOR CRÔNICA». Revista Científica UMC
17. ↑  Ibrahim BM, Abdel-Rahman AA (2014). «Cannabinoid receptor 1 signaling in cardiovascular regulating nuclei in the brainstem: A review». Journal of Advanced Research. 5: 137–45. PMC 4294710. PMID 25685481. doi:10.1016/j.jare.2013.03.008
18. ↑  Pertwee, Roger G. (2015). «Endocannabinoids and Their Pharmacological Actions». Cham: Springer International Publishing: 1–37. ISBN 978-3-319-20824-4. Consultado em 27 de janeiro de 2025